# Berthold Carl Seemann
Berthold Carl Seemann (Hannover, 28 febbraio 1825 – Jivali, 19 ottobre 1871) è stato un botanico tedesco.
Seemann conseguì la laurea a Gottinga e, dal 1844 al 1846, frequentò i Reali Giardini Botanici di Kew in Gran Bretagna, dove si specializzò in botanica.
Partecipò come naturalista, a bordo della H.M.S. Herald ad una spedizione scientifica sulla costa occidentale d'America e nel mare Artico, effettuata fra il 1847 ed il 1851, sotto il comando dell'ammiraglio Sir Henry Mangles-Denham, accanto a numerosi altri scienziati come Edward Forbes, Sir Henry Kellett, Thomas Edmonston e John Goodridge. Nel 1860 compì un'esplorazione delle Figi e, un po' 'più tardi, visitò il Nicaragua (1864) ed il Venezuela (dal 1866 al 1867).
Fu membro di diverse società scientifiche tra cui la Reale Società Geologica e la Società Linneana di Londra. Seemann fu autore di The Botany of the Voyage (1852-1857) e di Narrative of the Voyage (1853) e diresse le riviste Bonplandia (1853-1862) e Journal of Botany, British and Foreign (1863-1871). 
Il genere Seemannia delle Gesneriaceae è stato a lui intitolato da Eduard August von Regel.